# Suzan Samanci
Suzan Samanci, née le 20 septembre 1962 à Diyarbakir, est une écrivaine et journaliste kurde.

## Biographie
Suzan Samanci termine ses études secondaires en 1979. Elle décide alors de s'adonner à l'écriture.
Elle travaille comme chroniqueuse pour les journaux Demokrasi, Gündem, Özgür Politika et Taraf,.
Elle publie ses premiers poèmes dans la revue Sanat Olayı en 1985.
Le livre qui la fait connaître au public est Reçine kokuyordu Helîn (Hêlîn sentait la résine), publié en 1993. Il s'agit d'un recueil de nouvelles, qui mettent en scène aussi bien les habitants de Diyarbakir que la ville elle-même, ses rues, son hôpital surchargé, ou le fleuve Tigre, dans une atmosphère marquée par la violence de la guerre, la répression, les assassinats politiques, la destruction des villages, les événements de Halapçe. C'est ainsi que la traduction en kurde sera intitulée Bajarê mirinê (La ville de la mort).
Scolarisée et éduquée en turc, elle écrit pendant longtemps presque exclusivement dans la langue officielle de la Turquie. Pourtant, elle se considère comme une écrivaine kurde, exprimant les sentiments, les souffrances et les espoirs du peuple kurde, et tout particulièrement ceux des femmes kurdes,. Elle participe régulièrement aux festivals culturels et aux colloques littéraires de Diyarbakir. En 2005 et 2007, elle participe aussi à des rencontres littéraires organisées au Kurdistan irakien.
Elle reçoit le prix de littérature Orhan Kemal en 1997.
Elle vit à Diyarbakir jusqu'en 2008, puis s'exile pour la Suisse, où elle s'installe à Genève.

### Vie privée
Mère de deux enfants, elle vit depuis 2008 à Genève,,,.

## Œuvres

### Publications en kurde
- Bajarê mirinê, nouvelles, Weşanên Avesta, Istanbul, 1996, 95 p.  (ISBN 975-7112-08-9).
- Siya Bêdengiyê, Weşanên Aram, Istanbul, 2002, 108 p.  (ISBN 975-8242-51-2).
- Ew Jin û Mêrê bi maske, Istanbul, Avesta, 2015, 112 p.
- Çirokên jinên dilșikestî, Istanbul, Avesta, 2016.
- Mîrzaye reben, roman, Weşanên Avesta, Istanbul, 2019, 152 p.

### Publications en turc
- Eriyip gidiyor gece, 1991.
- Reçine kokuyordu Helîn, Can/Iletișim/Sel, 1993.
- Kiraç dağlar kar tuttu, Can/Iletișim, 1996.
- Suskunun gölgesinde, Istanbul, Iletișim/Sel, 2001, 128 p.
- Halepçe'den Gelen Sevgili, roman, Weşanên Sel, Istanbul, 2009, 168 p.
- Koca Karınlı Kent, roman, Weşanên Aytıntı, Istanbul, 2016, 160 p.
- Korkunun Irmağında, roman, Metis/Sel, 2004, 142 p.

### Œuvres traduites en français
- Berçem, Jongny, A-Eurysthée, 2018, 128 p.  (ISBN 978-2-940623-02-0)
- Rojîne, Jongny, A-Eurysthée, 2019, 122 p.  (ISBN 978-2-9701049-5-7)

### Œuvres traduites en allemand
- Hêlîn roch nach Baumharz, Stuttgart, Ararat-Verlag, 1997.
- Schnee auf schroffen Bergen, Stuttgart, Unrast-Verlag/Edition Ararat, 122 p.  (ISBN 3-89771-850-2)

#### Autres
Certains de ses livres ont aussi été traduits en flamand, en espagnol, en italien et en suédois,,.